# Rodovia Mário Jorge Motta Melo
A Rodovia Mário Jorge Motta Melo é uma ligação rodoviária entre os municípios de Nossa Senhora da Glória e Carira, no estado brasileiro do Sergipe. O seu nome deve-se a um antigo funcionário do Banco do Nordeste com o mesmo nome, que trabalhou nas agência dos dois municípios. A estrada possui uma extensão de 46 km (com 6,60 metros de pista de rolamento e quatro metros de acostamento), e permite uma redução superior a 50 km em relação à ligação alternativa entre as duas cidades, através da BR-235 e da Rota do Sertão, cuja extensão é de 96,7 km.
No percurso da rodovia existe ainda uma ponte sobre o rio Sergipe, nomeada em homenagem a José Iran Dutra (Carira), interligando os dois municípios. A ponte se extende por 60 m e tem 10,60 m de largura.   

## Investimento
O Governo do Estado de Sergipe, na gestão do Governador Marcelo Deda, investiu  R$ 21.279.972,98 na pavimentação da estrada, a qual pavimentação abrange os trechos Nossa Senhora da Glória/Povoado Gravatá e Povoado Gravatá/Carira. A rodovia Mário Jorge facilita, ainda, o acesso aos povoados Lagoa Bonita, Aningas e Angico, em Nossa Senhora da Glória.
Na ponte José Iran Dutra foram investidos R$ 1.418.818,20.